# Monti Hėntij
I monti Hėntij (mongolo Хэнтий нуруу, Hėntij nuruu), Khentii secondo la traslitterazione anglosassone, sono una catena montuosa nella Mongolia nord-orientale, situata nelle province di Tôv, Hėntij e Dornod. La catena si sovrappone dell'area protetta dei monti Han Hėntij.
La cima più elevata è l'Asralt Hajrhan uul (Асралт Хайрхан Уул, 2.800 m). Fa parte dei Hėntij anche la montagna sacra Burhan Haldun (Бурхан Халдун, 48°47′N 109°10′E), legata alle origini di Gengis Khan.
Da questi monti prendono origine diversi fiumi: Onon, Hėrlėn, Tuul e Ingoda.